# NFAT
NFAT（Nuclear factor of activated T-cells）は転写因子のファミリーの1つで、免疫応答に重要であることが示されている。免疫系の大部分の細胞ではNFATファミリーのメンバーが1つ以上発現している。また、NFATは心臓、骨格筋、神経系の発達にも関与している。NFATは、T細胞の免疫応答の調節因子、インターロイキン-2の転写アクチベーターとして発見されたが、その後他の系においても重要な役割を果たしていることが判明した。NFAT型転写因子は多くの正常な体内過程に関与するとともに、炎症性腸疾患やいくつかのタイプのがんなどの発症にも関与している。NFATは、いくつかの疾患の薬剤標的としての研究も行われている。

## ファミリーのメンバー
NFAT転写因子ファミリーは、NFATc1、NFATc2、NFATc3、NFATc4、NFAT5の5つのメンバーからなる。NFATc1からNFATc4はカルシウムシシグナル伝達によって調節され、NFATファミリーの典型的メンバーである。近年発見されたNFAT5は、他のメンバーとは異なる特別な特徴を持つ。カルシウムシグナルはNFATの活性化に重要である。カルシウムセンサータンパク質であるカルモジュリンは、セリン/スレオニンホスファターゼであるカルシニューリン（CN）を活性化する。活性化されたCNはNFATタンパク質のN末端のセリンリッチ領域とSPリピートを迅速に脱リン酸化し、NFATのコンフォメーション変化を引き起こす。その結果、NFATの核局在化シグナルが露出し、核内へ輸送される。
NFATc1とNFATc2のmRNAは末梢リンパ系組織で発現しており、NFATc4は胸腺で高度に発現している。NFATc3のｍRNAはリンパ系組織で低レベルで発現している。

## 結合
NFATの調節ドメインには多数のリン酸化部位が存在し、リン酸化と脱リン酸化によって核局在化シグナルが覆われたり露出したりすることで、NFATの機能の制御に重要な役割を果たしている。
NFATタンパク質の核内輸送は、細胞質の維持キナーゼと核内の核外輸送キナーゼによって制御されている。NFATを核内に保持するためには、PKAやGSK-3βなどの核外輸送キナーゼを不活性化しなければならない。
NFATタンパク質のDNA結合能力は弱いため、DNAに効率的に結合するためには他の核内転写因子（一般的にNFATnと称される）と協働する必要がある。このNFAT転写因子の重要な特徴は、Ras-MAPKやPKCなどの他のシグナル伝達経路とカルシウムシグナルとの統合や一致検出を可能にしている。このシグナル統合は、発生時の組織特異的な遺伝子発現にも関係している。
NFATの結合部位として最もよく知られているものにはAP-1や他のbZIPタンパク質との複合体が結合するNFAT:AP-1結合部位があり、免疫細胞での遺伝子転写に関係している。また、典型的なRelファミリータンパク質の結合部位にも結合する。
NFAT依存的なプロモーターとエンハンサーは3つから5つのNFAT結合部位を持っている傾向がある。このことは、協調的な高次のタンパク質間相互作用が効率的な転写に必要であることを示唆している。
ESTシーケンシングプロジェクトで同定されたncRNAのスクリーニングからは、NRONと呼ばれるNFATのncRNA抑制因子が発見されている。

### NFATとAP-1
NFATの結合部位として最もよく知られているものは、AP-1や他のbZIPタンパク質との複合体が結合するNFAT:AP-1結合部位や、典型的なRelファミリータンパク質の結合部位である。NFAT5はAP-1タンパク質とは複合体を形成しないが、NFATタンパク質はすべて類似したDNA結合部位を認識する。
NFATとAP-1の活性化は免疫原性応答に必要であることが知られている。NFATとAP-1の協働は、IL-2、GM-CSF、IL-3、IFN-γを含む多くの遺伝子の転写に必要である。胸腺では、NFATとAP-1の協働によって細胞死をもたらすFasLが発現する。この協働性は発生中のT細胞の細胞生存または細胞死のチェックポイントで重要な役割を果たしている。

## 神経発生におけるNFATシグナル伝達
Ca2+依存的なカルシニューリン/NFATシグナル伝達経路は、脊椎動物の発生時の神経成長と軸索誘導に重要であることが判明している。異なるクラスのNFATは神経発達の異なる段階に寄与する。いくつかの神経集団においては、NFATは神経栄養因子シグナルとともにNFATは軸索伸長を調節する機能を持つ。さらに、NFAT転写複合体は神経細胞成長とネトリンなどの誘導因子シグナルとを統合して新たなシナプスの形成を促進し、脳内の新たな神経回路の構築を助ける。NFATは発生中の神経系と成体の神経系の双方において重要な役割を果たしていることが知られている。

## 臨床的意義

### 炎症
NFATは炎症性腸疾患（IBD）の炎症を調節する役割を持つ。LRRK2をコードする遺伝子はIBDの感受性遺伝子座であることが判明している。LRRK2はNFATc2の阻害因子として機能するキナーゼであり、そのためLRRK2を欠失したマウスはマクロファージでのNFATc2の活性化が増大する。その結果、重度の大腸炎を誘発するNFAT依存性サイトカインの増加が引き起こされる。
またNFATは、強力な炎症促進要素を持つ自己免疫疾患である、関節リウマチにも関与している。炎症性サイトカインであるTNF-αはマクロファージでカルシニューリン/NFAT経路を活性化する。mTOR経路の阻害は関節の炎症と骨びらんを低下させるため、mTOR経路とNFATとの相互作用が関節リウマチの炎症過程に重要であることが知られている。

## 薬剤標的として
NFATシグナル経路はT細胞増殖性のサイトカインIL-2の産生に不可欠であるため、免疫抑制の誘導のための重要な薬理学的標的となっている。シクロスポリン（CsA）やタクロリムス（FK506）などのカルシニューリン阻害剤はNFATの活性化を阻害し、関節リウマチ、多発性硬化症、クローン病、潰瘍性大腸炎の治療や、移植臓器に対する拒絶反応を防止するために利用されている。しかしながら、非免疫細胞でのカルシニューリン阻害作用と関係した毒性が存在し、アレルギーや炎症など免疫抑制剤を必要とする他の状況での利用は限定的である。カルシニューリンのホスファターゼ活性を標的とするのではなく、NFATを直接標的化する化合物も存在し、それらは広範囲の免疫抑制効果を示しCsAやFK506のような毒性もみられない。個々のNFATタンパク質は特定の細胞種にのみ存在して特定の遺伝子にのみ影響を与えるため、個々のNFATタンパク質の機能を阻害することでより選択的な免疫効果を得ることが可能となるかもしれない。